# Abdourahman Conateh
Abdourahman Conateh (* 22. Juni 1978 in Gambia; selten auch in der Schreibweise Abdou Rahman Conateh) ist ein gambischer ehemaliger Fußballspieler, der ab 2004 acht Jahre für den senegalesischen Verein ASC Jeanne d’Arc in der Position eines Abwehrspielers spielte. Vorher war er bei dem Verein Wallidan Banjul.
Für die gambische Fußballnationalmannschaft war er während der Qualifikation für die Fußball-Weltmeisterschaft 2006 im Einsatz.